# Sceau impérial du Japon
Le sceau impérial du Japon, littéralement le sceau du chrysanthème (菊の御紋, kiku no gomon), utilisé depuis la période Kamakura par l'empereur du Japon et les membres de sa famille, est généralement considéré comme l'emblème national japonais, bien qu'il n'ait plus aucun statut officiel depuis la fin de la Seconde Guerre mondiale. Il figure, par exemple, sur le passeport, les badges des membres de la Diète et dans les halls des ambassades. Il en existe trois variantes principales : à seize pétales doubles, insigne impérial par excellence, à seize pétales simples (passeports et badges) et à quatorze pétales simples (membres de la famille impériale).

Le sceau impérial à 16 pétales doubles.
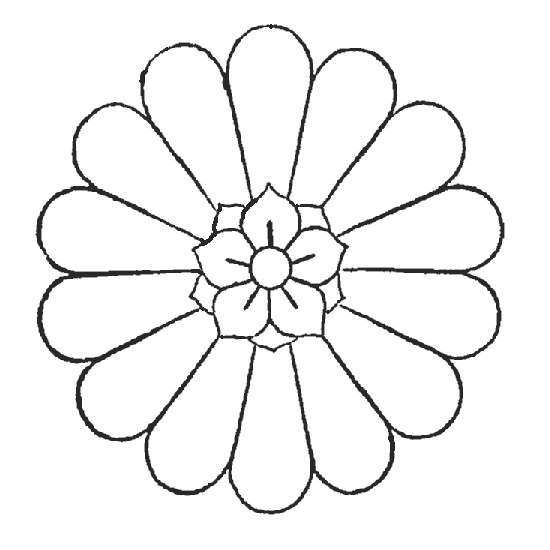
Le sceau impérial à 14 pétales simples.

Le premier à l'utiliser fut l'empereur Go-Toba (1180 – 1239). Moins respecté durant la période Edo que l'insigne du bakufu, il a pu à cette époque être emprunté par le peuple pour décorer des pâtisseries ou des objets bouddhistes. Au XIXe siècle, la restauration de Meiji en a strictement réglementé l'usage. Réservé à l'empereur et sa famille dès 1869, la forme à seize pétales doubles fut utilisée exclusivement par l'empereur à partir de 1871, les autres membres de la famille employant une variante à quatorze pétales simples. Les lieux saints du shintoïsme pouvaient en utiliser également une variante.
Il figurait durant la Seconde Guerre mondiale sur certains équipements de la Marine impériale, notamment sur la proue des navires et dans l'infanterie. Depuis la seconde moitié du XXe siècle, son emploi n'est plus restreint à une catégorie spéciale de personnes ou d'institutions, mais il ne peut être enregistré comme logo commercial.